# Слодковские
Слодковские (пол. Słodkowski) — дворянский род.
Фамилии Слодковскнх многие служили Российскому Престолу дворянские службы в разных чинах, и в подтверждение происхождения от благородных предков в 25.04.1796 года, Войсковому Товарищу Трофиму Слодковскому пожалован диплом и герб, копия которого хранится в Герольдии.
Польские шляхетские роды Слодковских — гербов Гнешава и Ястржембец

## Описание герба
В щите, имеющем голубое поле, изображены три золотые стрелы, летящие вверх, на середине коих горизонтально означена серебряная полоса с тремя на ней орлиными лапами.
Щит увенчан дворянскими шлемом и короной. Нашлемник: три страусовых пера. Намёт на щите голубой, подложенный серебром. Герб рода Слодковских внесён в Часть 5 Общего гербовника дворянских родов Всероссийской империи, стр. 135.